# Кампањола (Бергамо)
Кампањола (итал. Campagnola) је насеље у Италији у округу Бергамо, региону Ломбардија.
Према процени из 2011. у насељу је живело 6 становника. Насеље се налази на надморској висини од 287 м.